# Axonolaimus tenuis
Axonolaimus tenuis is een rondwormensoort uit de familie van de Axonolaimidae.